# Municipio de Whitehouse
El municipio de Whitehouse (en inglés: Whitehouse Township) es un municipio ubicado en el  condado de Robeson en el estado estadounidense de Carolina del Norte. 

## Geografía
El municipio de Whitehouse se encuentra ubicado en las coordenadas 34°23′52.55″N 79°8′39.09″O / 34.3979306, -79.1441917.